# Carlos Santana (giocatore di baseball)
Carlos Santana (Santo Domingo, 8 aprile 1986) è un giocatore di baseball dominicano naturalizzato statunitense, prima base e battitore designato per i Pittsburgh Pirates della Major League Baseball.
Il 19 aprile 2019, Santana divenne cittadino statunitense.

## Carriera

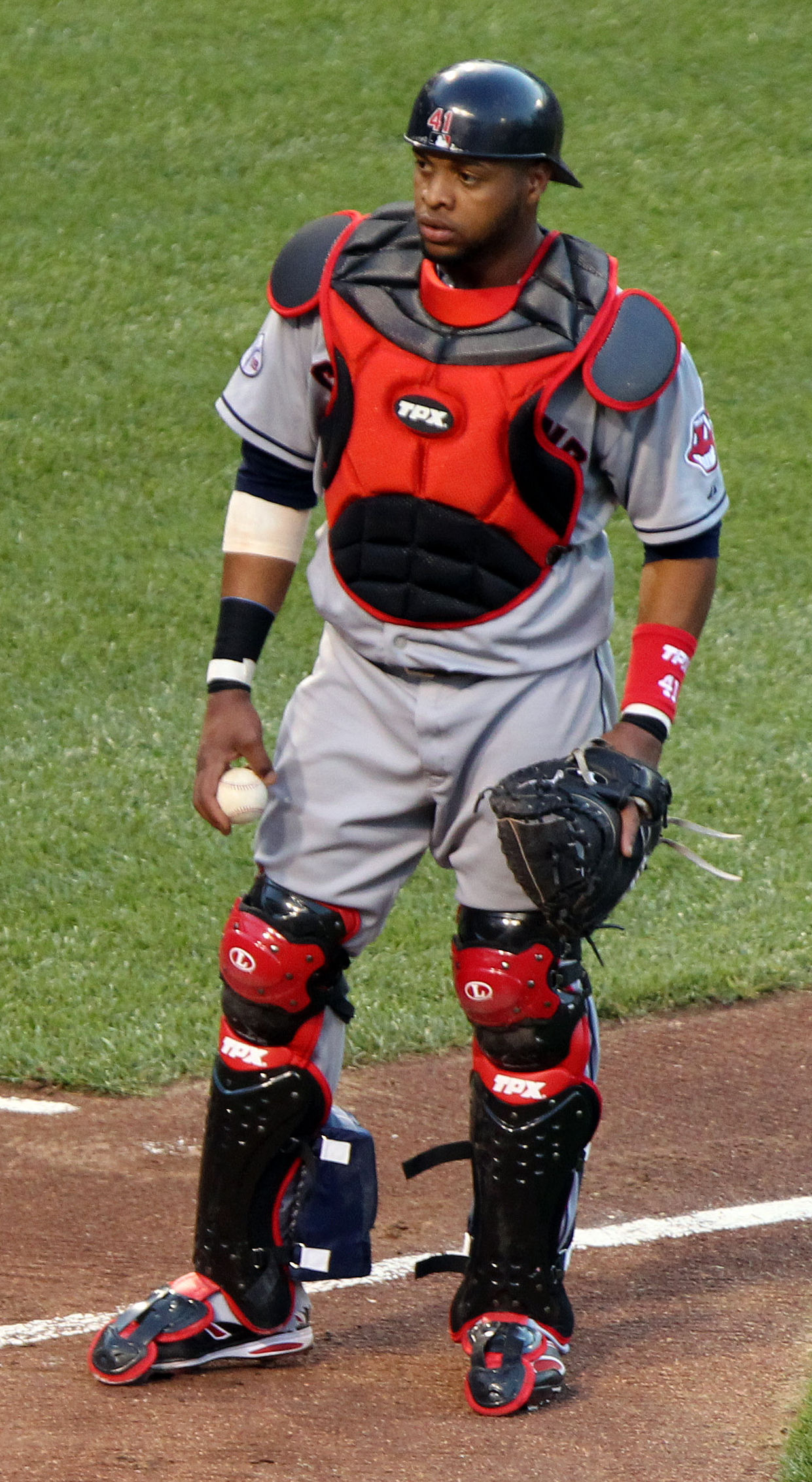
Santana in tenuta da ricevitore nel 2011

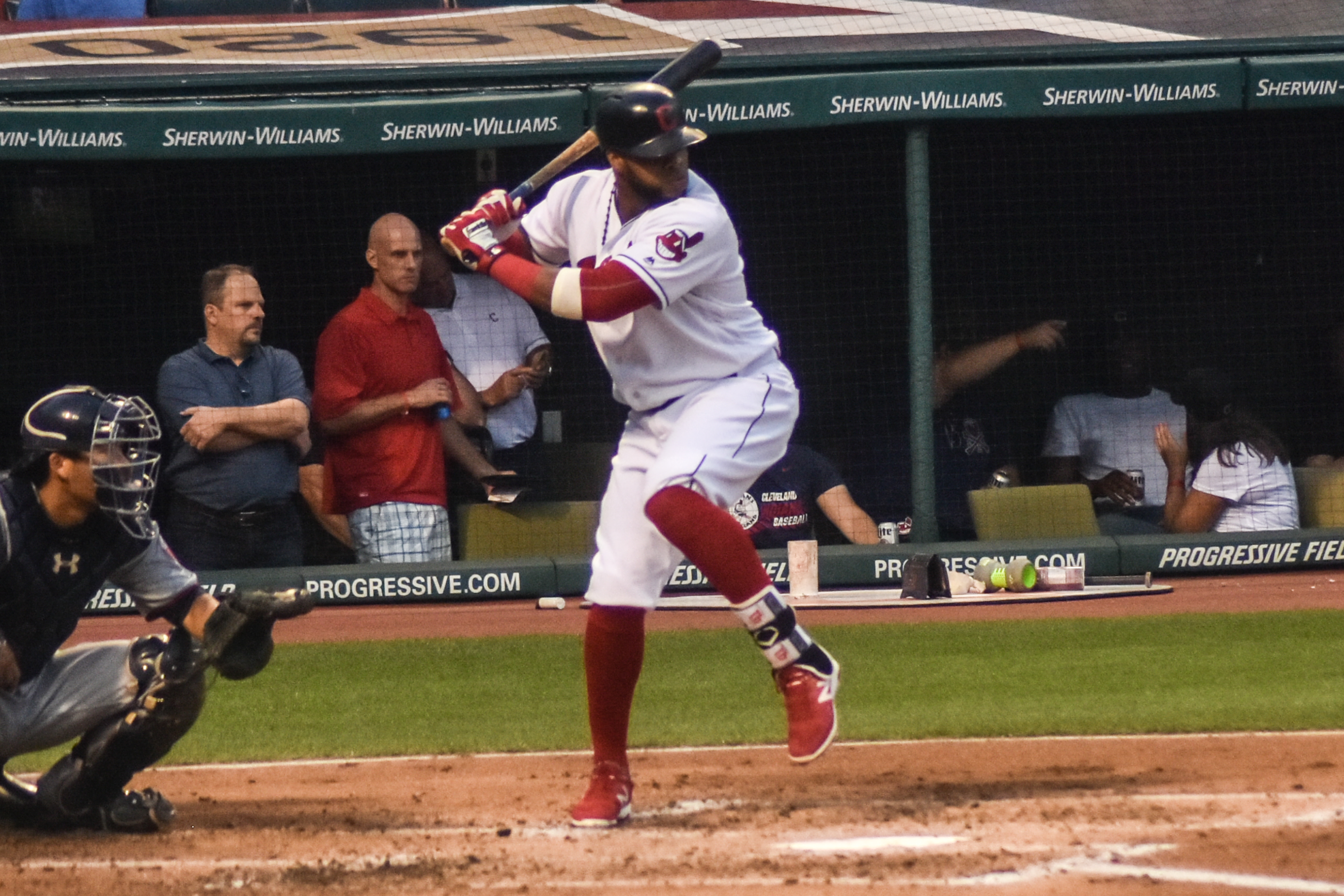
Santana in battuta nel 2016

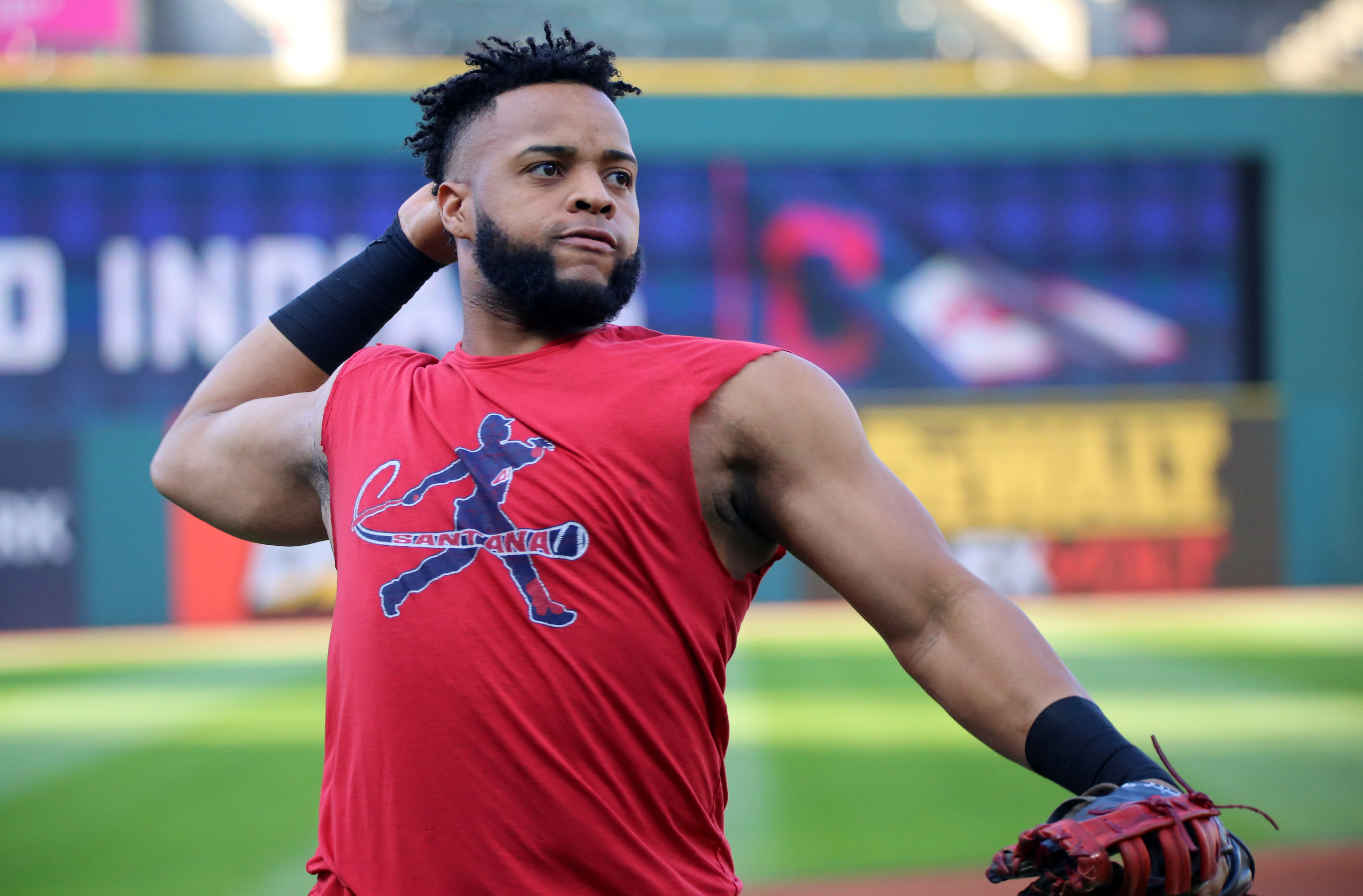
Santana durante un riscaldamento nel 2016

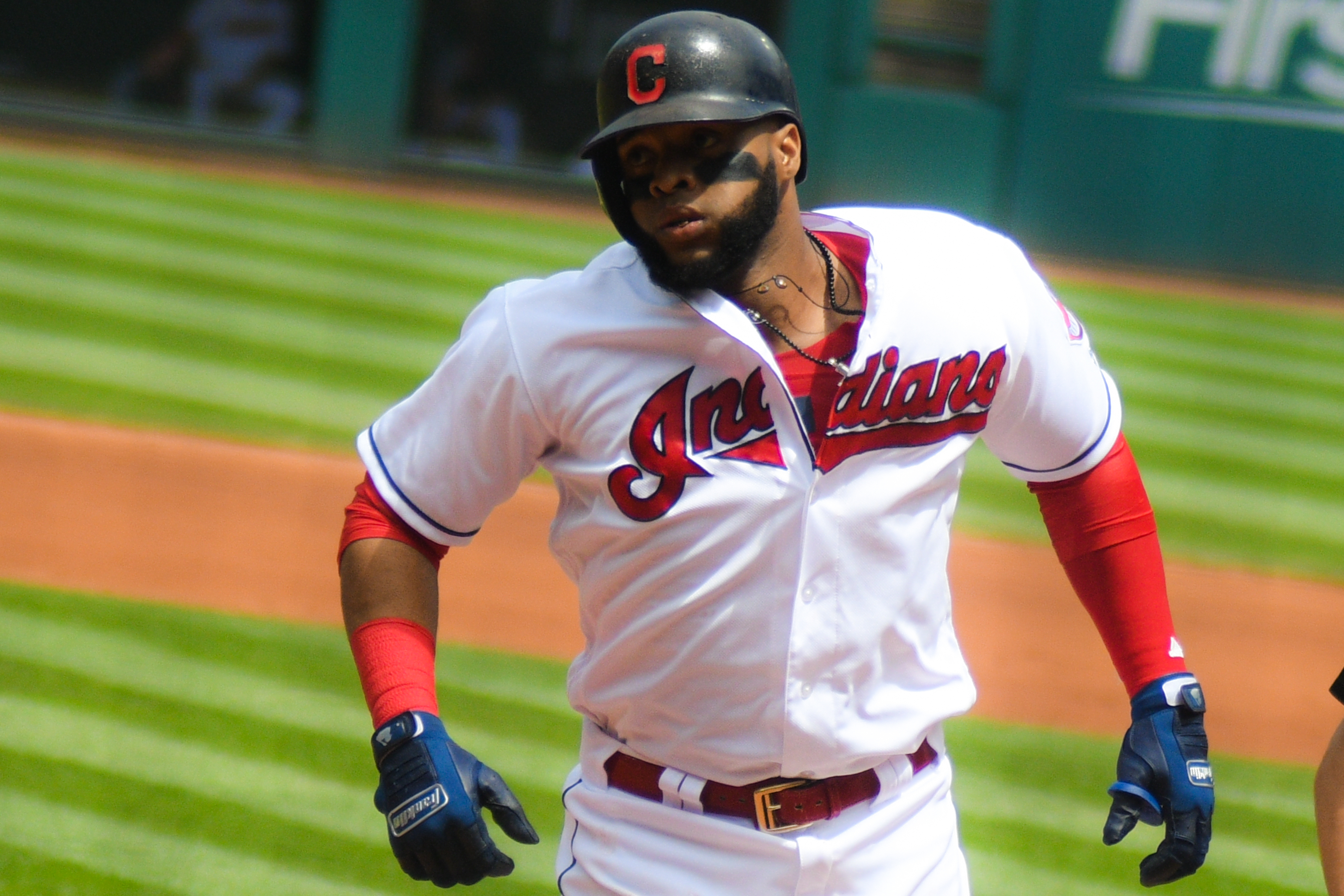
Santana nel 2017

### Inizi e Minor League (MiLB)
Santana firmò come free agent internazionale nell'agosto 2004 con i Los Angeles Dodgers. Iniziò a giocare nel 2005 nella classe Rookie. Nel 2006 giocò nella classe Rookie e nella classe A-avanzata. Nel 2007 disputò l'intera stagione nella classe A.
Il 26 luglio 2008, i Dodgers scambiarono Santana e Jon Meloan con i Cleveland Indians per Casey Blake e una somma in denaro. Durante la stagione 2008 militò nella classe A-avanzata, giocando anche due partite nella Doppia-A, categoria quest'ultima in cui venne schierato per l'intera stagione 2009. Durante la pausa invernale partecipò al campionato invernale dominicano, a cui prese parte anche nelle stagioni 2012 e 2013.
Durante gli anni nella minor league giocò nel ruolo di ricevitore e in alcune occasioni, come terza base ed esterno.

### Major League (MLB)
Debuttò nella MLB il 11 giugno 2010, al Progressive Field di Cleveland contro i Washington Nationals. Schierato come ricevitore titolare, Santana ottenne una base su ball. Il 12 giugno sempre contro i Nationals, arrivo in base su errore del seconda base nel primo turno affrontato, colpì la sua prima valida, un doppio con due RBI nel secondo, e batté il suo primo fuoricampo, nel suo terzo turno. Il 15 giugno contro i Mets, subì la prima eliminazione per strikeout. Il 2 agosto giocò l'ultima partita della stagione, poiché subì un infortunio durante un incontro con i Red Sox. Concluse la stagione con 46 partite disputate nella MLB e 57 nella Tripla-A.
Nel 2011 completò la stagione con 155 disputate, tutte nella MLB, ricoprendo in 95 partite il ruolo di ricevitore e in 66 il ruolo di prima base.
Il 10 aprile 2012, Santana firmò con gli Indians, un contratto quinquennale dal valore complessivo di 21 milioni di dollari. Santana venne schierato durante la stagione come ricevitore in 100 partite, come prima base in 21 e come battitore designato in 27 incontri.
Al termine della stagione 2013, Santana partecipò per la prima volta al post-stagione.
Nel 2014, Santana venne schierato 94 volte come prima base e 26 come terza base, mentre ricoprì il ruolo di ricevitore solo in 11 incontri. Nel 2015 Santana passò stabilmente al ruolo di prima base.
Il 21 settembre 2016 contro i Royals, Santana batté il suo 150º fuoricampo. Durante l'American League Championship Series contro i Blue Jays, colpì due home run contribuendo in modo significativo al raggiungimento delle World Series 2016 da parte degli Indians. Dopo la sconfitta subìta a favore dei Cubs, gli Indians applicarono l'opzione di contratto di Santana per la stagione 2017, pari a 12 milioni di dollari. A fine stagione venne premiato con il "Defensive Player of the Year". Divenne free agent poco dopo.
Il 20 dicembre 2017, Santana firmò un contratto triennale con i Philadelphia Phillies, con inclusa un'opzione del club per la stagione 2021.
Il 3 dicembre 2018, i Phillies scambiarono Santana e J. P. Crawford con i Seattle Mariners per Juan Nicasio, James Pazos e Jean Segura. Appena dieci giorni dopo, il 13 dicembre, i Mariners lo resero, insieme a una somma in denaro, agli Indians, come parte di uno scambio fra tre squadre.
Nel 2019 venne convocato per partecipare al suo primo All-Star Game.
Al termine della stagione 2020 venne premiato con il suo primo Silver Slugger Award. Divenne free agent il 30 ottobre 2020.
l'8 dicembre 2020, Santana firmò un contratto biennale dal valore complessivo di 17.5 milioni di dollari con i Kansas City Royals.

## Nazionale
Santana partecipò con la nazionale dominicana al World Baseball Classic 2013 e 2017, conquistando nella prima delle due, la medaglia d'oro. Partecipò anche alle edizione 2014 e 2018 delle MLB Japan All-Star Series.

## Palmares

### Nazionale
- World Baseball Classic:  Medaglia d'Oro

Team Rep. Dominicana: 2013

### Individuale
- All-Star Game: 1

2019
- Silver Slugger Award: 1

2020
- Defensive Player of the Year: 1

2017
- Giocatore della settimana: 2

AL: 27 luglio 2014, 25 settembre 2016